# Inoue Genzaburō
Inoue Genzaburō est un nom japonais traditionnel ; le nom de famille (ou le nom d'école), Inoue, précède donc le prénom (ou le nom d'artiste).
Inoue Genzaburō (井上 源三郎, 4 avril 1829-29 janvier 1868) est capitaine de la sixième unité du Shinsen gumi, force de police spéciale du shogunat Tokugawa.
Comme son frère ainé Inoue Matsugoro, Inoue Genzaburō pratique le Tennen Rishin-ryū et maîtrise toutes les techniques de l'école en 1860. En 1863, il rejoint le Rōshi gumi en compagnie de Kondō Isami et d'autres membres du Shieikan.
Inoue Genzaburō est lié à Okita Rintarō, beau-frère d'Okita Sōji. 
C'est un personnage sérieux avec une grande capacité. Il arrête huit membres des Ishin shishi lors de l'affaire Ikedaya en 1864. 
Inoue meurt au cours de la bataille de Toba-Fushimi (première bataille de la guerre de Boshin) en janvier 1868.

## Inoue dans la culture populaire
Inoue est représenté dans les manga Kaze Hikaru, Getsumei Seiki, Chiruran : Shinsengumi Requiem, Valkyrie Apocalypse et Shinsengumi Kitan (anime) de Studio Deen's. Il est également présent dans le film Gohatto de 1999 et dans la série taiga drama Shinsengumi! (en) de la NHK.